# Kanzlersgrund
Kanzlersgrund − kompleks skoczni narciarskich znajdujący się w Oberhofie. W jego skład wchodzą skocznie Hans-Renner-Schanze (K120) oraz Rennsteigschanze (K90).
Na obu skoczniach rozegrano do tej pory pięć konkursów zaliczanych do Pucharu Świata. Po raz ostatni skoczkowie walczący o Kryształową Kulę przyjechali tu na zawody w 1999 roku. 
Skocznie posiadają igelit, dzięki czemu latem obiekt staje się bazą treningową dla wielu kadr narodowych. Trzykrotnie rozgrywano tu zawody Letniego Grand Prix (1996, 2006, 2007). W ostatnim konkursie zwyciężył Kamil Stoch.

## Parametry skoczni dużej
- Punkt konstrukcyjny: 120 m
- Wielkość skoczni (HS): 140 m
- Punkt sędziowski: 138 m
- Oficjalny rekord skoczni: 140 m -  Kamil Stoch (3.10.2007)
- Najdłuższy skok (nieoficjalnie): 147 m. -  Anssi Koivuranta (30.12.2005)
- Długość rozbiegu: 118 m
- Nachylenie progu: 10,5°
- Wysokość progu: 4,5 m
- Nachylenie zeskoku: 35°
- Średnia prędkość na rozbiegu: 92 km/h